# أحمد العنزي (لاعب كرة قدم مواليد 1999)
أحمد عطا الله العنزي لاعب كرة قدم سعودي و يلعب كلاعب وسط و يلعب حالياً مع نادي الصفا.

## مسيرة اللاعب
بدأ مع نادي العلمين في الفئات السنية و انتقل إلى نادي الفيصلي في عام 2017 و أعير إلى نادي العدالة ونادي نجران ولعب بعدها في نادي الصفا.

## روابط خارجية
- أحمد العنزي على موقع Soccerway.com (الإنجليزية)
- أحمد العنزي على موقع كووورة